# DB Netz
DB 네츠(DB Netz AG)는 독일 철도 시스템(2019년: 33,291km)의 대부분을 소유하고, 운영하는 도이체 반의 주요 자회사이다. 네트워크의 길이와 수송량에 따라 가장 큰 철도 인프라 관리자 중 하나이다.

## 개요
이 회사는 1999년 1월 1일 독일 철도 개혁의 2단계 과정에서 도이체 반 AG의 자회사로 설립되었다. DB Netz는 프랑크푸르트에 본사가 있으며 7개의 지역 사업부("Regionalbereiche", RB)와 중앙 사업부가 있다. 지역 본부의 위치는 베를린 (RB 동부), 프랑크푸르트(RB 중부), 뒤스부르크 (RB 서부), 하노버 (RB 북부), 카를스루에 (RB 남서부), 라이프치히 (RB 남동부)와 뮌헨 (RB 남부)이다. DB Netz AG는 노선 수수료로 수익성이 높지만, 유럽 과 연방 교통 노선의 네트워크를 유지, 개발 및 확장하기 위해 광범위한 공적 자금을 받는다.
도이체 반이 여객, 물류, 인프라 등 3개의 주요 부문으로 개편될 때 DB Netz라는 브랜드에 포함되었다. 그러나 그 법적 실체는 남아 있었다.
DB Netz AG는 도이체 반 AG와 그 주요 자회사 중 하나의 필수적인 부분임에도 불구하고, 도이체 반의 다른 주요 사업부와 경쟁 관계에 있는 다른 철도 서비스 제공업체에 비차별적인 액세스 권한을 부여해야 한다. 따라서 DB Netz AG는 연방 네트워크 기관의 감독을 받는다.